# Tibeti buddhizmus – Kulcs a középső úthoz
A Tibeti buddhizmus – Kulcs a középső úthoz nem Tendzin Gyaco, a 14. dalai láma különféle beszédeiből összeállított könyv. A műben szereplő két szöveget ő maga írta, kettőt pedig ő választott. Olyan szövegek ezek, amelyek segítik a nyugati olvasót, hogy megismerkedhessen a buddhizmussal. A dalai láma írta a Tibeti buddhizmus és a Kulcs a középső úthoz című fejezeteket, ezek a magyar nyelvű kiadásban is szerepelnek. A második két rész Nágárdzsuna és a 7. dalai láma, Kalszang Gyaco szerzeménye, amelyeket nem tartalmaz a magyar nyelvű kiadás.

## Tartalma
A négy fejezet címe és tartalma:
- Tibeti buddhizmus – a 14. dalai láma: a bevezetőben a dalai láma elmagyarázza a buddhizmus főbb témaköreit és a legfontosabb gyakorlatokat.
- Kulcs a középső úthoz – a 14. dalai láma: a dalai láma körbevezeti a tanulót az üresség (súnjata) igaz megértéséhez szükséges lépéseken – az üresség természetébe enged bepillantást.
- The Precious Garland (Drágakőfüzér)  – Nágárdzsuna: eredetileg egy király számára (Szátaváhana-dinasztia) íródott a szöveg, amely leírja az együttérzés bodhiszattva-ösvényét és Buddha ürességről szóló tanításának világos és átfogó magyarázatát. Elmagyarázza, hogyan lelhető meg a boldogság a test, a beszéd és a tudat egyetemes értékeinek művelésével, illetve hogyan halmozhatók fel a megvilágosodáshoz szükséges érdemek és a bölcsesség.[1]
- The Song of the Four Mindfulnesses (A négy tudatosság éneke) – a 7. dalai láma, Kalszang Gyaco: ez a rövid költemény tartalmazza az összes szútrát és tantrát. Használható tudatosság meditáció alapjaként.[2]